# Сигла (шифр)
Си́гла (від фр. sigle, можливо синкопа лат. singulae litterae — «поодиничні літери» або singula signa — «поодиничні знаки») — це коротке умовне буквено-циферне позначення книги чи документа, яке використовують у бібліотеці. Ці умовні позначення використовуються у каталогах, бібліографічних покажчиках, щоб позначити місцезнаходження документа і полегшити його пошук.
Сигла, як умовне позначення може бути основним і ступінчастим залежно від глибини і ширини ідентифікації.
Також, сигла — це портал міжбібліотечної інформації, що допомагає здійснити пошук відразу у кількох електронних каталогах найбільших бібліотек Росії та закордонних країн, що підтримують проєкт «Сигла» . Така метапошукова бібліографічна система допомагає оптимізувати пошук бібліографії, адже у користувача відпадає необхідність пристосовуватись до інтерфейсів і вивчати правила користування каталогами різних бібліотек. Сигла не тільки здійснює бібліографічний пошук, але й надає доступ до повнотекстових документів, якщо вони є в інформаційних системах бібліотек. Сигла є спільним інформаційним проєктом Наукової бібліотеки МДУ імені М. В. Ломоносова і компанії «Библиотечная компьютерная сеть». В Україні протокол Z39.50 підтримує багато бібліотек, але участь у проєкті бере лише Наукова бібліотека Київського національного університету.

## Джерело
- Словник книгознавчих термінів. — К.: Видавництво Арата, 2003. — 160 с.